# 聖佩德羅灣
圣佩德罗湾（San Pedro Bay）是美国加利福尼亚州太平洋沿岸的一个海灣。洛杉矶港和長堤港坐落於此，這片區域是世界上第五大繁忙的港口（仅次于上海港、新加坡港、香港和深圳港），也是美洲最繁忙的港口 。